# Ица Йонковица Вуткова
Ица Йонковица Вуткова/Вутюва е българска революционерка, членка на революционния комитет, създаден от Васил Левски в Гложене (1870). Майка е на революционерите Васил Йонков – Гложенеца, близък съратник на Васил Левски, и Димитър (Дако) Йонков Вутков.

## Биография
Родена е през 1813 година. Останала вдовица, отглежда пет деца: Васил, Дона, Цано, Рада и Димитър (Дико). За да предпази най-големия си син Васил, който в юношеските си години се отличавал с пъргавина, смелост и предизвикателно държане към турците, тя го изпраща в Румъния на гурбет след завършване на първоначално образование в местното училище. Там той влиза в средата на революционно настроените емигранти. По-късно при него отива и малкият му брат Димитър (Дако, Дико), Ботев четник, загинал в Сръбско-турската война.
Когато синът ѝ Васил Йонков се завръща в Гложене след участието си в Първата и Втората българска легия и през 1869 г. Васил Левски, негов приятел от легиите, се свързва с него при първата си обиколка из България, Ица Йонковица взима живо участие в революционните дела. Става членка на създадения от Васил Левски и Васил Йонков през 1870 г. местен революционен комитет. В свидетелство след Освобождението гложенски революционери пишат, че по време на дейността на Левски „през 1870, 71 и 72 г. Йонковица Вуткова е земала живо участие в предприетата от него цел за освобождението на България, като например нейната къща е била всякога отворена за Васил Левски и тя Йонковица Вуткова го е пазила като очите си, като при това го е хранила, прала и въобще във всичко помагала. Тази нейна къщичка е била обща на Комитетът в онова време, тук Васил Левски с другарите си се е събирал на заседания, в които са решавали разни въпроси по освобождението от турците“.
След Арабаконашките събития и ареста на Димитър Общи Ица Йонковица е разпитвана, но не издава никого.
След Освобождението, особено в последните години от живота си, изпада в голяма бедност; според свидетелство от общината съществуването и препитанието ѝ са невъзможни без помощ. Отпусната ѝ е малка поборническа пенсия.
Умира на 28 септември 1898 г. в Гложене.